# Запис Ђорђевића оброк Свети Петар (Темска)
Запис Ђорђевића оброк Свети Петар (Темска) се налази на парцели чији је власник Ђорђевић Борислава.

## Локација
| Општина             | Пирот                                                                       |
| Катастарска општина | Темска                                                                      |
| Потес               | Занин гроб                                                                  |
| Координате          | 43° 15′ 31″ С; 22° 32′ 19″ И / 43.258499999999998° С; 22.538599999999999° И |
| Надморска висина    | 387m                                                                        |

## Карактеристике
Дендрометријске вредности утврђене на терену и сателитским снимцима:
| Стабло                     | Крст |
| Висина стабла              | m    |
| Обим дебла                 | m    |
| Пречник крошње             | 0m   |
| Пречник дебла              | m    |
| Висина дебла до прве гране | m    |

## База записа
Запис је у оквиру Викимедија пројекта "Запис - Свето дрво" заведен под редним бројем 0820.